# Replay (singel Tamty)
Replay – singiel gruzińsko-greckiej piosenkarki Tamty Goduadze, wydany 5 marca 2019. Piosenkę napisali Geraldo Sandell, Viktor Svensson, Albin Nedler, Kristoffer Fogelmark i Alex Papaconstantinu, który odpowiadał również za jego produkcję.
Utwór reprezentował Cypr w 64. Konkursie Piosenki Eurowizji w Tel Awiwie. W finale konkursu propozycja zajęła 13. miejsce po zdobyciu 109 punktów w tym 32 punktów od telewidzów (20. miejsce) i 77 pkt od jurorów (11. miejsce).
Do utworu zrealizowano oficjalny teledysk, który został opublikowany 5 marca 2019 na kanale „Tamta Official” w serwisie YouTube. Klip został nakręcony na przełomie lutego i marca w Atenach, za jego reżyserię odpowiada Janis Michelopulos.

## Lista utworów
Digital download
1. „Replay” – 2:53